# Priena
Priena (starogrško Πριήνη, Priēnē, turško Prien) je bilo starodavno grško mesto Jonije (in članica Jonske lige) v podnožju pečine Mikale, približno 6 km severno od takratnega poteka reke Meander (zdaj Büyük Menderes ali zgodovinsko Maeander ali Meander), 67 kilometrov od antičnega mesta Trale, danes Aydin, 15 kilometrov od starega Aneona in 25 kilometrov od starega Mileta. Prej je bila zgrajena ob morski obali na strmih pobočjih in terasah s pogledom na morje, ki segajo od nivoja morja do višine 380 metrov na vrhu pečine. Danes je po več stoletjih sprememb v pokrajini na celini. Leži proti zahodu nedaleč od vasi Güllübahçe Turun v okrožju Söke, province Aydın v Turčiji.
V Prieni je bilo veliko slavne helenistične umetnosti in arhitekture. Prvotni položaj mesta pod hribom Mikala še nikoli ni bil odkrit, vendar se domneva, da je bil to polotok z dvema pristaniščema. Priena nikoli ni bila politično zelo pomembna zaradi velikosti mesta, saj je v regiji živelo verjetno le okrog 4000 do 5000 prebivalcev. Mesto je bilo razdeljeno na štiri okrožja, politično okrožje z bulevterijem in pritanejem, kulturno okrožje z gledališčem, trgovsko z agoro in religiozno s svetišči, posvečenimi Zevsu in Demetri, in najpomembnejšim Ateninim templjem.

## Zgodovinska geografija

### Najzgodnejša mesta
Mesto, vidno na pobočjih in pečini Mikale, je bilo načrtovano v celoti v 4. stoletju pr. n. št. To ni bila prvotna Priena, ki je bila pristaniško mesto, in je bila v takratnem ustju reke Meander. Zaradi te lege je imelo mesto nepremostljive okoljske težave zaradi počasnega zasipavanja struge in napredovanja kopnega v smeri Egejskega morja. Ko se pristanišče zasipa, se prebivalstvo znajde v škodljivih močvirjih ali poplavljenih predelih. Osnovni vzrok je bil, da je reka Meander tekla počasi skozi riftno dolino in jo dolbla ter z nanašanjem sedimenta ustvarjala potopljeno obalo. Človekovo izsekavanje prej gozdnih pobočij in izkoriščanje doline za poljedelstvo in pašništvo je pospešilo erozijo. Sedimenti so se postopoma nalagali v koritu ob izlivu reke, ki se je zato pomaknila proti zahodu.
Fizični ostanki prvotne Priene še niso bili najdeni, ker naj bi bili pod številnimi plastmi sedimentov, na katerih so zdaj dragocena kmetijska zemljišča. Poznavanje povprečne stopnje napredka je osnova za ocenjevanje lege mesta, ki se je vsakih nekaj stoletij premaknilo, da bi obnovilo svojo uporabnost kot pristanišče. Grško mesto (morda so bili neznani ljudje drugih narodnosti kot v Miletu) je ustanovila kolonija iz starodavnega grškega mesta Tebe v bližini starodavnega Aneona okoli leta 1000 pr. n. št. Približno 700 pr. n. št. je vrsta potresov povzročila, da se je lega mesta do 4. stoletja pr. n. št. spremenila za 8 km. Približno 500 pr. n. št. se je mesto preselilo še nekaj kilometrov stran v pristanišče Navloh. 

### 4. stoletje pred našim štetjem
Okoli 350 pr. n. št. je perzijski satrap Mavzol (Karijec) načrtoval veličastno novo mesto na strmih pobočjih Mikale, kjer bi bilo, je upal, stalno globoko pristanišče. Gradnja se je začela, ko so Makedonci prevzeli regijo od Ahemenidov in je Aleksander Veliki osebno prevzel odgovornost za gradnjo. On in Mavzol sta želela, da bi bila  Priena vzorno mesto. Aleksander je ponudil plačilo za gradnjo Ateninega templja po zasnovi arhitekta Pitija, če bi mu ga posvetili, kar se je zgodilo 323 pr. n. št.; posvetitveni napis je v Britanskem muzeju.  Vodilni državljani so mu kmalu sledili in večina javnih stavb je bila zgrajena za zasebni račun in posvečena z imeni donatorjev.
Razvaline mesta so na splošno priznane kot najslikovitejša podoba antičnega grškega mesta, ki je ostalo skoraj nedotaknjeno, razen razdejanj iz tistega časa. Proučevali so ga že od 18. stoletja in ga še vedno. Mesto je bilo zgrajeno iz marmorja iz bližnjih kamnolomov na Mikali in lesa za strehe in tla. Javno območje je postavljeno v mrežastem vzorcu navzgor po strmih pobočjih, ki jih drenira kanalizacijski sistem. Sistem za distribucijo vode in kanalizacije je delno ohranjen. Temelji, tlakovane ulice, stopnišča, delni okviri vrat, spomeniki, stene, terase se lahko vidijo povsod med zloženimi stebri in bloki. Les ni ohranjen. Mesto se razteza navzgor do pečin, ki štrlijo iz Mikale. Ozka pot vodi do akropole zgoraj.

### Poznejša leta
Kljub pričakovanjem prebivalstva je Priena kot globokomorsko pristanišče obstajala le nekaj stoletij. V 2. stoletju n. št. Pavzanias poroča, da se je Meander že utrdil nad ustjem, v katerem je bil kraj Miunt in da ga je prebivalstvo zapustilo ter odšlo v Milet.  Medtem ko je bil Milet očitno še vedno povezan z morjem, je po nedavnih geoarheoloških raziskavah Priena izgubila pristanišče in odprto povezavo z morjem že okoli 1. stoletja pr. n. št. . Zelo verjetno so se trgovci iz Miunta preselili v Milet. Do leta 300 je bil zamuljen ves Miletski zaliv, razen jezera Bafa.
Danes je Milet več kilometrov od morja, Priena pa stoji ob robu rodovitne ravnice, posejane s polji. Grška vas je po upadu prebivalstva nazadovala, po 12. stoletju pa so se naselili turški prebivalci. V 13. stoletju je bila Priena znana kot Samson v grščini, po svetopisemskem junaku Samsonu (Samsun Kale, Samsonov grad v turščini). Leta 1204 se je Sabas Azidenos, lokalni magnat, uveljavil kot mestni vladar, kmalu pa je moral priznati vladavino Nikejskega cesarstva. Območje je ostalo pod Bizantinci do konca 13. stoletja.
Do leta 1923 je bilo preostalo grško prebivalstvo izgnano iz Turčije na podlagi Konvencije o izmenjavi grških in turških prebivalcev, ki sta jo 30. januarja 1923 podpisali vladi Grčije in Turčije v Švici, a turški prebivalci so se kmalu preselili na ugodnejšo lokacijo Güllü Bahçe (rožni vrt), staro grško naselje pa je še ostalo, danes Gelebeç ali Kelebeş. Od tod je dostopna tudi turistična znamenitost, Priena.

## Sodobna geografija

### Ozemlje
V 4. stoletju pr. n. št. je bila Priena globokovodno pristanišče z dvema pristaniščema nasproti Miletskega zaliva  in nekoliko bolj vzhodno od močvirja delte Meandra. Med oceanom in strmo stopnjo Mikale so bili kmetijski viri omejeni, čeprav je Priena uporabljala verjetno del doline reke Meander.
Priena je bila majhna mestna država s samo 6000 prebivalci, ki so živeli na omejenem prostoru samo 15 hektarjev. Območje obzidja je obsegalo 20 do 37 hektarov. Gostota prebivalstva v stanovanjskem območju je bila ocenjena na 166 oseb na hektar v približno 33 domovih na hektar, razporejenih v strnjenih mestnih četrtih . Celoten prostor znotraj obzidja ni ponujal veliko prostora in zasebnosti: gostota je bila 108 oseb na hektar. Vse javne stavbe so bile dostopne peš, a pešec je moral biti športnik zaradi velikih vzponov.

### Družba
Priena je bilo bogato mesto, kar je razvidno po ostankih finih urbanih domov v marmorju in javnih zgradb, ki so jih poklonili zasebniki, da ne omenjamo  Mavzola in Aleksandra Velikega. Ena tretjina je imela notranje toaletne prostore, kar je bilo redko za družbo, ki je imela običajno v mestih javna stranišča na prostem. Notranja vodovodna napeljava je zahtevala obsežen sistem oskrbe z vodo in kanalizacijo. Vodo so zajemali iz izvirov in potokov na Mikali, jo pripeljali z akvaduktom v cisterne in od tam napeljali v hiše in vodnjake. Večina grških mest je imela dostop do javnega vodnjaka (delo služabnikov), višji sloj, to je tretjina prienske družbe, pa je imel dostop do vode v notranjosti zgradb.
Vir jonskega bogastva je bila pomorska dejavnost. Jonija je imela med preostalimi Grki velik ugled, ker je bila razkošna, čemur so se nekateri intelektualci, kot je bil Heraklit, posmehovali.

### Vlada
Čeprav je bil stereotip izenačitve bogastva aristokracije morda v zgodovini Priene zgoden, je bila v 4. stoletju pr. n. št. to demokracija. Državni organ se je imenoval Πριηνείς (Priēneis – 'priensko ljudstvo') in je v svojem imenu izdajal vse uredbe in druge javne listine. Kovanci, kovani v Prieni, so imeli glavo Atene s čelado zgoraj in meandrski vzorec na hrbtni strani, en kovanec pa je prikazoval tudi delfina in legendo ΠΡΙΗ za ΠΡΙΗΝΕΩΝ (Priēneōn – 'Prienčani').  Ti simboli izražajo njihov pogled na Prienčane kot pomorsko demokracijo, ki je bila taka kot v Atenah, a je bila v Aziji.
Mehanizem demokracije je bil podoben, a enostavnejši od atenskega (kjer so imeli mnogo več prebivalcev). Skupščina državljanov se je občasno sestajala, da bi sprejela večje odločitve. Vsakodnevno zakonodajno in izvršilno poslovanje je vodil bulē ali mestni svet, ki se je srečeval v bulevteriju, ki je bilo kot majhno gledališče z leseno streho. Uradni vodja države je bil pritan. On in sodniki so bili izvoljeni. Niso pa imeli vsi tako kot v Atenah vseh pravic, na deželi so morali na primer v skladu z zakoni o lastninskih pravicah in davčni odgovornosti Neprienčani plačevati davke.

## Zgodovina
Čeprav natančna resnica ni znana, so bili prvi naseljenci Priene Jonci pod Egiptom, sinom Belom in vnukom kralja Kodra v 11. stoletju pred našim štetjem. Po zaporednih napadih Kimerijcev, Lidijcev pod Ardisom II. in Perzijcev je sredi 6. stoletja pred našim štetjem mesto preživelo in napredovalo pod vodstvom Bijanta sredi 6. stoletja pred našim štetjem. Kir II. Veliki je mesto zasedel leta 545 pr. n. št. Poslal je 12 ladij, da so se pridružile jonski vstaji (499 pr. n. št.–494 pr. n. št.).
Priena je bila v 15. stoletju pred našim štetjem članica Atenske zveze, v letu 387 pr. n. št. pa je prišlo do perzijske prevlade, dokler je ni osvojil Aleksander Veliki.  Spori s Samosom in težave po Aleksandrovi smrti so povzročile propad mesta, Rim pa ga je leta 155 predal kraljem Pergamona in Kapadokije.
Orofern, uporniški brat kapadokijskega kralja, ki je tukaj odložil zaklad in ga dobil z rimskim posredovanjem, je obnovil Atenin tempelj kot zahvalni dar. Pod rimsko in bizantinsko oblastjo je Priena imela bogato zgodovino. V muslimanske roke je mesto prešlo pozno v 13. stoletju.

## Arheološka izkopavanja in trenutno stanje
Razvaline, ki ležijo na zaporednih terasah, je raziskovalo angleško društvo Dilettanti leta 1765 in 1868, izkopaval pa je Theodor Wiegand (1895–1899) za muzej v Berlinu. Mesto, kot je bilo obnovljeno na novem mestu v 4. stoletju, je bilo postavljeno na pravokotni shemi. Strmo območje gleda proti jugu, akropola se dviga skoraj 200 metrov nad njim. Mesto je bilo obdano z obzidjem debeline 2 metra s stolpi v razmikih in tremi glavnimi vrati.
Na spodnjih pobočjih akropole je bilo svetišče posvečeno boginji Demetri. Mesto je imelo šest glavnih ulic, širokih približno 6 metrov, ki so potekale v smeri vzhod in zahod, ter 15 ulic, širokih približno 3 metre pod pravimi koti, vse enakomerno razporejene; tako je bilo razdeljeno na približno 80 otokov. Zasebne hiše so zasedale osem takih kvadratov. Sistem za oskrbo z vodo in kanalizacijo je mogoče enostavno prepoznati. Hiše so zelo podobne najzgodnejšim v Pompejih. Tempelj Atene Polias je bil v zahodni polovici mesta na visoki terasi severno od glavne ulice, dostopen po  lepem stopnišču, heksastilni peripter v jonskem slogu, zgradil ga je Pitij, arhitekt Mavzolovega mavzoleja v Halikarnasu, enega od sedmih čudes starega sveta. Pod bazo kipa Atene so leta 1870 našli srebrne tetradrahme Oroferna in nekaj nakita, verjetno spravljene med kapadokijsko obnovo.
Prav tako je bila odkrita starodavna prienska sinagoga z rezbarskimi podobami menore (svečnik). 
Okoli agore, glavnega trga, ki ga prečka glavna ulica, je vrsta dvoran. Občinske stavbe, bulevterij in pritanej ležijo severno od agore, nadalje na severu pa sta zgornji gimnazij z rimskimi kopelmi in dobro ohranjeno helenistično gledališče, vse pa kot vsi drugi javni objekti bolj ali manj v središču tlorisa. Odkriti so bili Asklepijev tempelj in egipčanski bogovi Izida, Serapis in Anubis. Na najnižji točki na jugu, znotraj obzidja, je bil velik stadion, povezan z gimnazijem iz helenističnega obdobja. 